# 1940年の日本競馬
1940年の日本競馬（1940ねんのにほんけいば）では、1940年（昭和15年）の日本競馬界についてまとめる。
馬齢は旧表記で統一する。
1939年の日本競馬 - 1940年の日本競馬 - 1941年の日本競馬

## できごと

### 1月 - 3月
- 1月17日 - 馬政局は日本競馬会からの「生産者賞」の交付申請に対してこれを認可、安田伊左衛門理事長あてに「特殊競走および優勝競走の第1着馬の生産者に交付する」との旨を伝える[1]。
- 1月27日 - 日本競馬会が「勝馬投票特別会計規程」を施行する[1]。
- 1月30日 - 支那事変特別税法による競馬場入場料の賦課に伴い、日本競馬会は競馬場入場料を変更を馬政局に申請した[1]。
- 2月5日 - 日本競馬会が主務省の認可を得て「購買種馬評価委員会」を設置する。同日第1回の委員会を開き、ハッピーマイトなど4頭の買い上げを決定した[1]。
- 2月11日 - 日本競馬会が馬事部を新設する[1]。
- 3月1日 - 春季競馬から装鞍所が設置され、出走馬は発走2時間前に装鞍所に集合することとなった。また、アルコールの検査は中止となった[2]。
- 3月27日 - 馬政局長官の許可により、日本競馬会の各競馬場の入場料が変更される。これにより中山・東京・横浜・京都・阪神の各競馬場の入場料が1等5円50銭、2等2円50銭に引き上げられ、また小倉競馬場も1等2円50銭、2等1円50銭に値上げされた。他の5競馬場の入場料は1等1円、2等50銭で据え置かれた[2]。

### 4月 - 6月
- 4月7日 - 「愛馬の日」が開かれる。この年より主催団体が日本競馬会、帝国馬匹協会、大日本騎道会、軍用保護馬鍛錬中央会の4団体による開催となった[2]。
- 5月21日 - 調教師と騎手の分業を促進するため、日本競馬会は「日本競馬会競走騎乗手当および騎手養成奨励金交付規程」を制定、同年春季競馬より適用することを各競馬場長に伝達した[3]。
- 6月2日 - 東京優駿で1-3着までは正しく確定したが、4着以下の馬について誤審が発生する。このため6月17日に日本競馬会は関係者を厳しく処分した[3]。
- 6月 - 日本競馬会が隣接する海防義会所有地を買収し、そこに2階建ての事務所を建設、新設の馬事部の事務所とした[3]。

### 7月 - 9月
- 7月 - 企画院で「奢侈抑制対策委員会」が開かれ、この席上で「競馬抑制論」が出された。これについて馬政局は局議を開き、「内地馬政計画によって決定されているので変更はできない」との意見を一致させた[3]。
- 8月6日 - この日から9月4日まで、日本競馬会が騎手講習会を馬事公苑で開催する。これに見習騎手18名が参加し、また調教師の柄崎義信や野平好男らが受講した[3]。
- 8月18日 - 日本放送協会が馬事公苑での騎手講習会の様子をラジオで放送する。
- 8月 - 農林省省内の「競馬研究委員会」が、政府の各種委員会の整理統合方針により廃止される[3]。
- 9月3日 - 日本競馬会の安田伊左衛門理事長は、世間で競馬禁止論が論議される中で各競馬場に宛て「競馬の改善すべき点多々あり」として、場内外の取り締まりの強化などを伝達した[3]。
- 9月6日 - 馬政局は記者会見を開き、支那事変中といえど軍馬資源の緊急充実の必要上、競馬は中止することなく施行する必要があると発表する[4]。
- 9月10日 - 馬政局長官は日本競馬会理事長に宛て、「競馬の施行方法の改善」について厳正なる競馬を行うよう通牒した。これに対して、日本競馬会は9月28日「国旗掲揚式、宮城遥拝式、1分間黙祷などを行っているが、さらに観客に対して自粛自戒せられたき」と返答した[4]。
- 9月29日 - 馬事公苑の開苑式が行われる[4]。

### 10月 - 12月
- 10月24日 - 軍馬資源保護法施行1周年記念して、同年の軍馬祭は「軍用保護馬継走大騎乗」として、馬事4団体および東京日日新聞・大阪毎日新聞の共同主催のもと行われた[4]。
- 11月22日 - 秋季東京競馬第7日の第2回出馬登録締切日に、茂木為次郎調教師の管理馬トミフクに対して興奮剤陰性と陽性の2通の通知が送られ、興奮剤使用問題が再燃する[5]。
- 12月11日 - 大川義雄をはじめとする一部馬主および調教師らによって、現状日本競馬会に牛耳られている競馬振興会とは別の馬主団体を結成することを画策される。この会は翌年1月16日に「日本馬主奉公会」の結成を決めたが、緊迫した時勢のため立ち消えとなった[4]。
- 12月25日 - 日本競馬会は栃木県那須野の松方公爵所有の千本松農場用地の一部を買収し、馬事研究所としてその地鎮祭を行った[4]。

### その他
- この年、東京・中山・京都・小倉の4競馬場の入場門付近に馬繋場を用意し、軍馬を血統や戦歴を記して繋留して入場者に展示した[4]。

## 競走成績

### 公認競馬の主な競走
- 第2回中山四歳牝馬特別（中山競馬場・4月7日）優勝 : タイレイ（騎手 : 保田隆芳）
- 第2回横濱農林省賞典四歳呼馬（横浜競馬場・5月5日）優勝 : ウアルドマイン（騎手 : 野平省三）
- 第6回帝室御賞典（春）（阪神競馬場・5月19日） 優勝 : トキノチカラ（騎手 : 岩下密政）
- 第9回東京優駿競走（日本ダービー）（東京競馬場・6月2日) 優勝 : イエリユウ（騎手 : 末吉清）
- 第3回阪神優駿牝馬（阪神競馬場・10月6日) 優勝 : ルーネラ（騎手 : 近藤貞男）
- 第3回京都農林省賞典四歳呼馬（京都競馬場・11月3日） 優勝 : テツザクラ（騎手 : 伊藤勝吉）
- 第7回帝室御賞典（秋）（東京競馬場・11月17日） 優勝 : ロツキーモアー（騎手 : 小西喜蔵）

### 障害競走
- 第12回中山農林省賞典障碍（春）（中山競馬場・4月19日）優勝 : キヨクジツ（騎手 : 古賀嘉蔵）
- 第13回中山農林省賞典障碍（秋）（中山競馬場・12月8日）優勝： スタミナ（騎手：岩下密政）

## 誕生
この年に生まれた競走馬は1943年のクラシック世代となる。

### 競走馬
- 3月9日 - ヒロサクラ
- 3月12日 - クリフジ
- 3月30日 - ミスセフト
- 不明 - ダイヱレク、ハロウェー

### 人物
- 9月30日 - 野元昭 日本中央競馬会騎手・調教師
- 10月3日 - 高橋成忠 日本中央競馬会騎手・調教師
- 11月17日 - 中野隆良 日本中央競馬会調教師
- 12月8日 - 吉岡八郎 日本中央競馬会騎手・調教師